# Patricia (chanson)
Pour les articles homonymes, voir Patricia.
Patricia est une chanson avec la musique de Pérez Prado et des paroles de Bob Marcus sortie en 1958.

## Historique
La chanson est mieux connue dans sa version instrumentale jouée par l'orchestre de Pérez Prado. Celle-ci a atteint le numéro 1 au Billboard Jockeys et au Billboard Top 100, une semaine avant leur remplacement par le Billboard Hot 100. La chanson a également été numéro 1 au R&B Best Sellers pendant deux semaines. Elle est ensuite devenue disque d'or. Billboard l'a classée au numéro 5 pour 1958.  
Pérez Prado l'a réenregistrée en 1962 dans une version « twist ».

## Utilisation
Cette chanson est utilisée, entre autres, par Federico Fellini dans le film La dolce vita de 1960.

## Crédits de traduction
- (en) Cet article est partiellement ou en totalité issu de l’article de Wikipédia en anglais intitulé « Patricia (Perez Prado song) » (voir la liste des auteurs).